# Скарбімеж (гміна)
Гміна Скарбімеж (пол. Gmina Skarbimierz) — сільська гміна у південно-західній Польщі. Належить до Бжезького повіту Опольського воєводства.
Станом на 31 грудня 2011 у гміні проживало 7633 особи.

## Площа
Згідно з даними за 2007 рік площа гміни становила 110.50 км², у тому числі:
- орні землі: 76.00%
- ліси: 4.00%

Таким чином, площа гміни становить 12.61% площі повіту.

## Населення
Станом на 31 грудня 2011:
| Опис     | Загалом | Загалом | Чоловіки | Чоловіки | Жінки | Жінки |
| -------- | ------- | ------- | -------- | -------- | ----- | ----- |
| одиниця  | осіб    | %       | осіб     | %        | осіб  | %     |
| все      | 7633    | 100     | 3842     | 50.33    | 3791  | 49.67 |
| міське   | 0       | 100     | 0        |          | 0     |       |
| сільське | 7633    | 100     | 3842     | 50.33    | 3791  | 49.67 |

## Сусідні гміни
Гміна Скарбімеж межує з такими гмінами: Левін-Бжеський, Любша, Олава, Ольшанка, Попелюв.